# Cdfs
CDfs es un sistema de archivos virtual propio de los sistemas operativos Unix-like; que provee acceso a los datos y pistas de audio en discos compactos. Cuando el controlador CDfs monta un CD, representa cada pista de audio como un archivo. Esto es consistente con la convención de Unix: «todo es un archivo».
CDfs soporta los siguientes tipos de pistas:
- Red Book (Compact Disc Digital Audio): se muestra como un archivo WAV; leyendo de él inicia el ripeo DAE.
- White Book (Video CD o Super Video CD): se muestra como un archivo MPEG-1 reproducible que contiene flujos de audio y vídeo.
- Yellow Book (CD-ROM):
  - Hierarchical File System: se muestra como un sistema de archivos HFS.
  - ISO 9660: Cada sesión se muestra como una imagen ISO montable.
  - Archivo booteable El Torito: se muestra como un archivo de imagen de disco booteable simple.

## Implementaciones
La versión de Linux de controlador de CDfs no es parte del kernel Linux.
En la implementación para el sistema operativo Plan 9 from Bell Labs, cdfs, es un servidor que corre en el espacio de usuario por medio del protocolo 9P. Este representa al disco montado como un directorio de archivos nombrados por su número de pista. Cdfs también puede escribir directamente en el disco.